# Anthophora eugeniae
Anthophora eugeniae là một loài Hymenoptera trong họ Apidae. Loài này được Gussakovsky mô tả khoa học năm 1935.